# Edinburgh Worldwide Investment Trust
Edinburgh Worldwide Investment Trust plc ist eine britische Investmentgesellschaft mit Sitz in Edinburgh. Das Management wird seit dem 1. November 2003 von Baillie Gifford & Co Limited durchgeführt.
Das Unternehmen investiert in börsennotierte Unternehmen auf der ganzen Welt. Das Schwergewicht der Investitionen liegt jedoch (Stand Februar 2024) in Nordamerika mit über 70 %. Es folgt das Vereinigte Königreich mit ca. 14 %.
Das Unternehmen investiert hauptsächlich in die Sektoren Software, Luft- und Raumfahrt, Verteidigung sowie Biotechnologie.
Im Februar 2024 beliefen sich die verwalteten Mittel auf insgesamt 739,374 Mio. Pfund
Die Fondsmanager des Trusts sind Douglas Brodie und Luke Ward von Baillie Gifford & Co Limited.
Das Unternehmen ist an der Londoner Börse gelistet und Teil des FTSE 250 Index.